# Province de Poméranie (1653-1815)
Ne doit pas être confondu avec Province de Poméranie (1815-1945) ou Voïvodie de Poméranie (1466–1772).

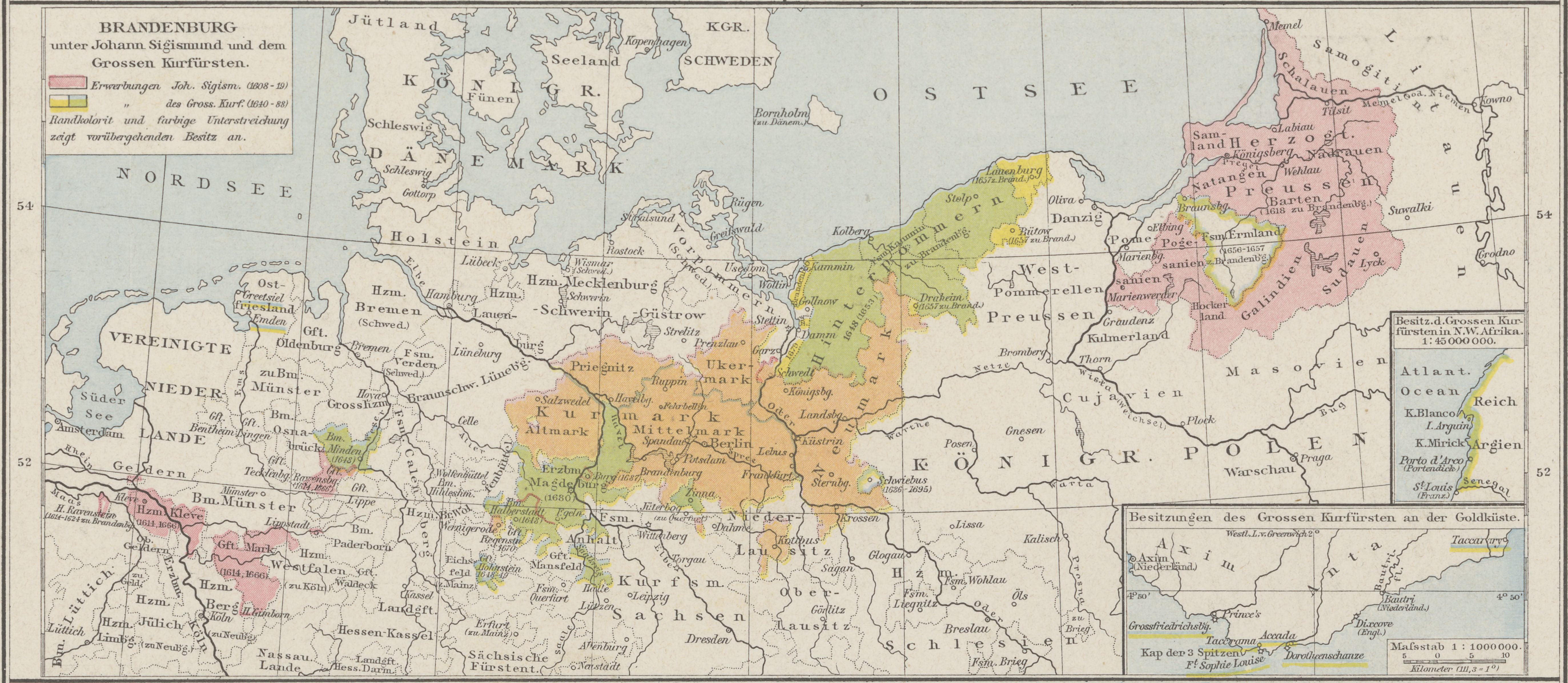
Le Brandebourg-Prusse de 1618 à 1680 : la Poméranie ultérieure (Hinterpommern) en vert clair ;
les domaines acquis de Draheim, Lauenburg-Bütow et la langue de terre sur la rive droite de l'Oder en jaune.

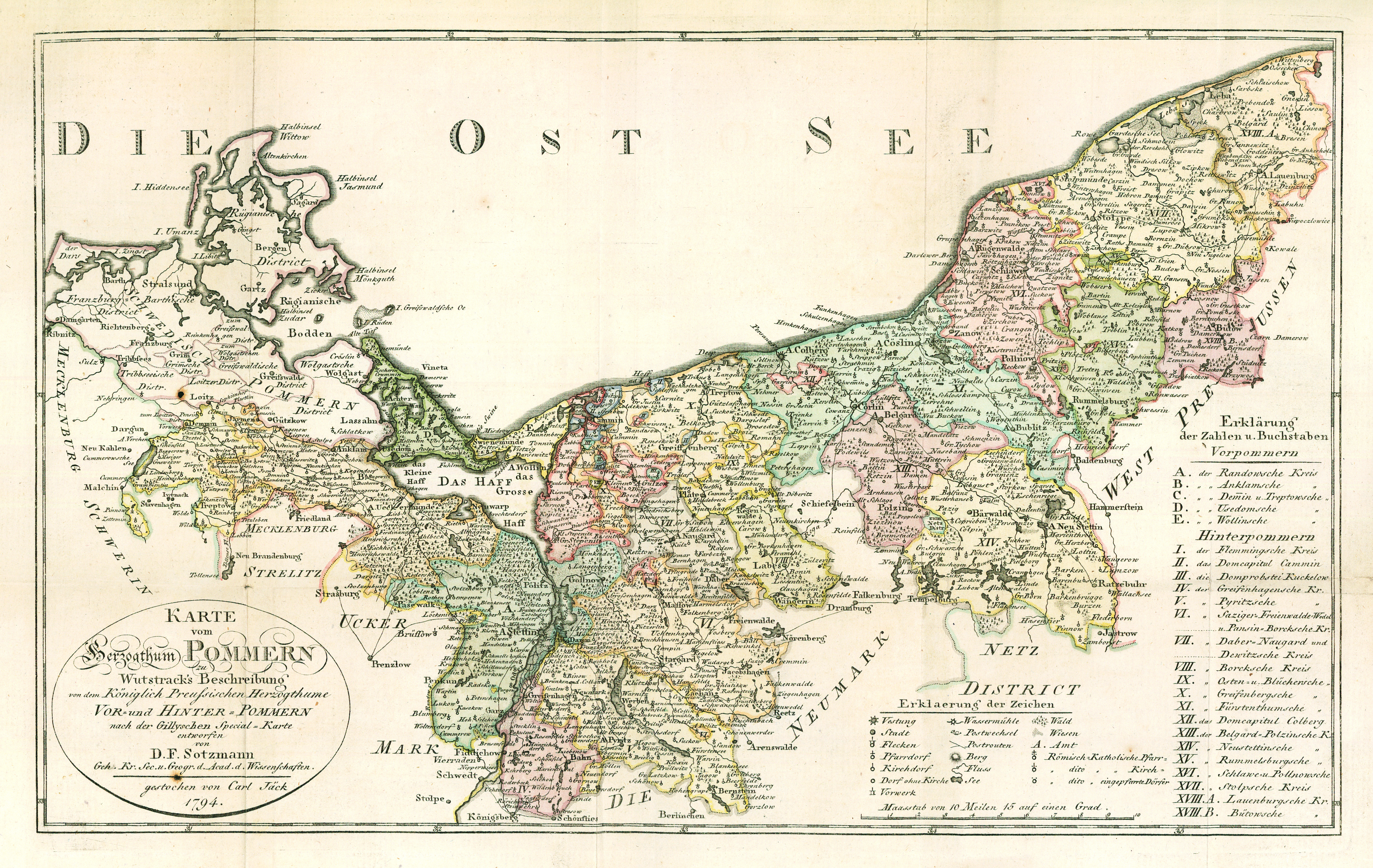
Duché de Poméranie antérieure et ultérieure (colorée selon ses arrondissements) vers 1793, après son expansion occidentale de 1720.

La province de Poméranie fut officiellement appelé duché de Poméranie (antérieure et ultérieure), car la Poméranie continua d'être un territoire d'immédiateté impériale, partagé entre et gouverné en union personnelle par deux dynasties étrangères, celles du Brandebourg et de la Suède. À la diète d'Empire les chefs des deux dynasties votèrent en tant que ducs de Poméranie. La Poméranie brandebourgeoise était une province de l'État de Brandebourg-Prusse, puis du royaume de Prusse, située sur la côte baltique. Elle fut établie en 1653 à la suite des traités de Westphalie en 1648 terminant la guerre de Trente Ans, et le traité de Stettin (1653), sur le territoire de l'ancien duché de Poméranie. Elle se confondit avec la Poméranie ultérieure (Hinterpommern) à l'est de l'Oder et était le précurseur de la province de Poméranie redéfinie en 1815.
La paix de Westphalie en 1648 a réglé le conflit entre le Brandebourg-Prusse et l'Empire suédois qui revendiquaient tous deux la succession du duché de Poméranie après l'extinction de la maison régnante des Griffon à la mort du duc Bogislaw XIV durant la guerre de Trente Ans. Les revendications du Brandebourg étaient fondées sur un contrat de succession conclu entre le margrave Joachim Ier Nestor et les ducs Barnim IX et Georges Ier de Poméranie en 1529 ; néanmoins, Bogislaw XIV s'est rallié au roi Gustave Adolphe en 1630 et la totalité du territoire était occupée par des troupes suédoises sous le commandement du maréchal Johan Banér.
Les parties se mirent d'accord sur leur conflit : la Poméranie antérieure devint la Poméranie suédoise et la Poméranie ultérieure devint la Poméranie brandebourgeoise. Le litige frontalier se termina avec la signature du traité de Stettin le 4 mai 1653 ; Stargard fut la capitale de la Poméranie brandebourgeoise. Selon le traité de Bromberg de 1657 le roi Jean II Casimir de Pologne gagea la starostie polonais de Draheim (de) au Brandebourg et inféoda héréditairement les pays de Lauenburg et Bütow à l'électeur Frédéric-Guillaume Ier de Brandebourg, enfin en 1771 les deux territoires devinrent incorporés en permanence par la Poméranie brandebourgeoise. Au traité de Saint-Germain (29 juin 1679), mettant fin à la guerre de Scanie, la Poméranie suédoise céda une langue de terre frontalière à la Poméranie brandebourgeoise. Après l'annexion de la Vieille Poméranie antérieure par le Brandebourg (traité de Stockholm de 1720) le gouvernement prusso-poméranien (Pommersche Kriegs- und Domänenkammer) fut transférée de Stargard à Stettin en 1723. Avec la chute du Saint-Empire en 1806, la Poméranie brandebourgeoise, le Brandebourg lui-même et autres territoires des Hohenzollern devinrent des provinces d'un royaume de Prusse intégré.